# Mangora inconspicua
Mangora inconspicua es una especie de Arachnida del género Mangora, de la familia Araneidae, del orden Araneae.

## Distribución
Mangora inconspicua se distribuye por China.

## Taxonomía
Fue descrita científicamente por Ehrenfried Schenkel-Haas en 1936. Fue publicado por primera vez en Schwedisch-chinesische wissenschaftliche Expedition nach den nordwestlichen Provinzen Chinas, unter Leitung von Dr. Sven Hedin und Prof. Sü Ping-chang. Araneae gesammelt vom schwedischen Arzt der Expedition Dr. David Hummel 1927–1930. Arkiv För Zoologi 29(A1): entre las páginas 1 y 314 en 1936.